# Sto znamenitih vedut Eda
Sto znamenitih vedut Eda (名所江戸百景 Meisho Edo Hjakkei ) je zbirka lesorezov ukijo-e, ki jih je začel in večinoma dokončal Utagava Hirošige (1797–1858). Odtisi so bili prvič objavljeni v serializirani obliki 1856-59, zbirko je po Hirošigovi smrti dokončal njegov zet Hirošige II (二代目 歌川広重 Ni-daime Utagava Hirošige?, 1826 – 17 septembra 1869). Zbirka slik je izredno priljubljena in doživela je številne ponatise.

## Zgodovina
Hirošige je svoje lesoreze slikal v slogu šole Utagava, v 19. stoletju priljubljenem slogu, ki mu je bil vse življenje pri srcu. Albumi teh slik so bili s časom vse obsežnejši, kar je mogoče zaslediti v Hirošigovih delih, kot sta Devetinšestdeset postaj Kisokaidō in Sto znamenitih vedut Eda - to je današnjega Tokia. 
Lesoreze te vrste so na Japonskem 18. in 19. stoletja izdelovali v velikih količinah; umetniki, lesorezi, in tiskarji so delali pri tem neodvisno drug od drugega, po navodilih specializiranih založnikov. Te vrste odtisov so imenovali ukijo-e, to je »slike plavajočega sveta«, sveta minljivih užitkov in spreminjajoče se mode, na katerega si naletel v predelih, namenjenih užitku in v priljubljenih gledališčih v vseh večjih mestih Japonske. Rojevale so se in rasle številne nove založniške hiše, objavljale so obe knjigi in posamezne odtise iz njiju. Da je izdajatelj del bil lastnik lesorezov, ki jih je potreboval za tiskanje besedila ali slike, je bilo za tiste čase enakovredno dandanašnjim »avtorskim pravicam«. V letih 1829-1830 objavljen ilustriran vodič Slike znamenitosti v Edu (江 戸 名 所 図 会, Edo meišo zue) je začel pisati Saito Jukio (1737-1799) leta 1790, dokončala pa sta ga njegov sin Jukitaka in njegov vnuk Jukinari.
Ta vodič v sedmih delih je z zelo verodostojnimi slikami obogatil Hasegava Setan (1778–1848). Slike in besedila opisujejo pomembne templje in svetišča, pa tudi znane trgovine, gostilne, čajne hiše in drugo. Upodobljen je Edo z reko Sumida in njenimi rokavi, pa tudi okolica mesta. Pri svoji zbirki barvnih natisov (gl. spodnji seznam) si je Hirošige v več primerih pomagal s tem vodičem, Njegovo delo je navdihnilo številne zahodne umetnike, tako Vincenta van Gogha, da so se poskusili s posnemanjem japonskih metod.
- Suruga-čō - Hasegava
- Suruga-čō - Hirošige
- Ribnik Senzoku- Hasegava
- Ribnik Senzoku- Hirošige

## Slike zbirke
| slika | vsebina | slika | vsebina |
| ----- | --- | ----- | --- |
|       | 0: Kazalo Skrajšani naslovi odtisov, urejeni po letnih časih: Škatli na vrhu sta pomlad, pahljačast okvir so slike poletja, spodaj desno so slike jeseni, desno pozimi |       | 1:Nihonbaši: Novo zapadli sneg (日本橋雪晴, Nihonbaši jukibare) Nihonbaši, grad Edo, gora Fudži |
|       | 2:Kasumigaseki (霞がせき) Ulica (danes Kasumigaseki-zaka), stražarnica sedeža klana Asano, vojašnice samurajev klana Kuroda, zaliv Edo Kadomacu - novoletne okrasitve, hagoita plesalci in zmaji kažejo, da gre za novoletni čas; zmaj s kandži znakom za ribo (jap. sakana) je namig na Sakanajo Eikičija, založnika slike                                                            |       | 3: Hibidža in Soto-Sakurada z Jamašita-čo (山下町日比谷外さくら田, Jamašita-čo Hibidža Soto-Sakurada) Sedež daimioja Nabešime Kansōja iz oblasti Saga, zunanji jarek gradu Edo, gora Fudži Kadomacu (novoletni okrasi pred vhodi), hagoita plesalci in zmaji kažejo, da gre za novoletni čas; |
|       | 4: Cukudadžima in most Eitai (永代橋佃しま, Eitaibaši Cukudadžima) Most Eitai, reka Sumida, ribolovne ladje Cukudadžime Skoraj identična kompoziciji Eitaibaši izpod čopiča Hirošige obstaja v drugem delu njegovih Ilustriranih spominov na Edo |       | 5: Tempelj Ekōin, Riōgoku in most Moto-Janagi (両ごく回向院元柳橋, Rjōgoku Ekōin Moto-Janagibaši) Stolp z bobnom, Ekō-in, soseska Hondžo, reka Sumida, sedež klana Macudaira, gora Fudži Stolp z bobnom je igral vlogo pri sumo turnirjih, ki so jih prirejali v Ekō-inu; iz razlogov trženja je natis prišel na trg dva meseca po večji priljubljeni razstavi zakladov v templju Ekō-in                                               |
|       | 6: Jahališče Hacune in Bakuro-čo (馬喰町初音の馬場, Bakuro-čo Hacune no baba) Jahališče Hacune in požarni stolp soseske Barvarji iz soseske Konja-čo na jahališču sušijo svoje tkanine |       | 7: Trgovine bombaža in Ōdenma-čo (大てんま町木綿店, Ōtenma-čo momendana) Ulica z gejšama, trgovine bombaža in Ōdenma-čo |
|       | 8: Suruga-čo (する賀てふ, Suruga tefu) Micui (Jagō: Ečigoja) skladišča tekstila, gora Fudži Ečigoja je kasneje zrasla v verigo trgovin Micukoši; sedež podjetja je dandanes na levi strani ulice na sliki |       | 9: Jacukōdži, ob vratih Sudžikai (筋違内八ツ小路, Sudžikai uči Jacukōdži) križišče Jacukōdži, reka in tempelj Kanda ena od redkih točk v Edu, ki je zaradi protipožarnih razlogov ostala odprte narave |
|       | 10: Sončni vzhod v templju Kanda Miōdžin (神田明神曙之景, Kanda Mjōdžin akebono no kei) Tempelj Kanda Verjetno gre za spominsko sliko ob proslavitvi bitke pri Sekigahari, na petnajsti dan devetega meseca |       | 11: Dvorana Kijomizu in ribnik Šinobazu - Ueno (上野清水堂不忍ノ池, Ueno Kijomizu-dō Šinobazu no ike) Kijomizu dvorana (Kan'ei-dži), borovci, ribnik Šinobazu Borovci na sliki so v resnici veliko manjši |
|       | 12: Ueno Jamašita (上野山した) Restavracija Izadža, svetišča Objavljeno mesec po Hirošigovi smrti; kompozicija verjetno temelji na njegovih skicah, verjetno pa jih je dokončal Hirošige II. |       | 13: Šitaja Hirokōdži (下谷広小路) Hirokōdži ("Broadway"), prostori tekstilnega trgovca Macuzakaje Objavljeno ob ponovnem odprtju trgovine Macuzakaja po potresu leta 1855 |
|       | 14: Vrtovi v templju in Nipori (日暮里寺院の林泉, Nipori džin no rinsen) Vrtovi v templju Prikazuje češnje in azaleje v razcvetu; v resnici pa cvetijo ob različnih letnih časih |       | 15: Breg Suva in Nipori (日暮里諏訪の台, Nipori Suvanodai) Okolica svetišča Suva Miodžin, gora Cukuba |
|       | 16: Cvetoči park na bregu Dangozaka Slope in Sendagi (千駄木団子坂花屋敷, Sendagi Dangozaka Hanadjašiki) Češnjev sadovnjak, pavilion vijoličaste pomladi (Šizentei) Slika se tiče obnovitve Šizentai po potresu 1855 in Tokugave Iesade, ki je park obiskal dva meseca pred objavo |       | 17: Pogled proti severu z Asukadžame (飛鳥山北の眺望, Asukadžama kita no čobō) Park Asukadžama, gora Cukuba Lahko pod navdihom Tokugave Iesade, ki je park obiskal dva meseca pred objavo |
|       | 18: Tempelj Ōdži Inari (王子稲荷の社, Ōdži Inari no Jaširo) Tempelj Ōdži Inari, gora Cukuba |       | 19: Jez na reki Otonaši pri Ōdži, znan kot »Veliki slap« (王子音無川堰棣 世俗大瀧ト唱, Ōdži Otonašigava entei, sezoku Ōtaki to tonau) Reka Otonaši, dvorana Amida v svetišču Kinrin-dži, Takata-čo Slika je verjetno nastala ob priliki obiska Tokugave Iesade v Kinrin-dži (templju Ōdži) na 21. dan prvega meseca (gl. tudi št. 115, 116)                                                                                            |
|       | 20: Brod Kavaguči in svetišče Zenkōdži (川口のわたし善光寺, Kavaguči no vataši Zenkōdži) Reka Arakava, svetišče Zenkō-dži Leto potem, ko je Hirošige zasnoval sliko, naj bi Buda v dvorani Amidai (na vrhu) po 13 letih bil znova dostopen javnosti; v šali je Hirošige dvorano tega »skritega Bude« pokril z naslovom lesoreza                                                        |       | 21: Gora Atago v Šibi (芝愛宕山, Šiba Atago džama) Tempelj Atago, zaliv Edo Slika kaže poslanca svetišča Enpuku-dži, ki tretji dan v letu v templju Atago opravlja obred, ki bo prinesel srečo, zdravje in uspeh in odvrnil lakoto in bolezen; v rokah drži veliko lopato za riž kot znak obilja, okoli vratu pa ima morsko rastlinje, ki ga bo po obredu razdelil vernikov, da iz njega skuhajo zvarek proti prehladu.                |
|       | 22: Hiroo na reki Furukava (広尾ふる川, Hiroo Furukava) Reka furukava, gostišče »Lisica« (kicune) |       | 23: Ribnik Čijogaike v Meguru (目黒千代か池川, Meguro Čijogaike) Ribnik Čijogaike Kaže za tiste čase neobičajno zrcaljenje dreves v vodi. |
|       | 24: Nov Fudži v Meguru (目黒新富士, Meguro Šin-Fudži) Vodovod Mita, dvojnik gore Fudži, gora Fudži. Na sliki je kopija gore Fudži, ena mnogih, ki so jih 1829 zgradili njeni oboževalci |       | 25: Originalni Fudži v Meguru (目黒元不二, Meguro Moto-Fudži) Kopija gore Fudži, gora Fudži. Kopija gore Fuži, zgrajena 1812, je bila s svojimi 12 metri najvišji dvojnik v Edu; slika je po napaki končala v pomladanskem delu kazala, saj nosijo češnje na sliki jesenska oblačila; Fudži v naslovu je napisan napačno - verjetno gre za šalo, saj sta na sliki videti dve gori Fudži, ena zares in ena - za šalo.                   |
|       | 26: »Borovec, na katerega je obesil oklep« na robu Hakeizaka (八景坂鎧掛松, Hakeizaka Joroikakemacu) nad zalivom Eda Kaže priljubljeno razgledno točko nad zalivom Eda; po legendi naj bi nanj Minamoto no Jošije leta 1062 obesil svoj oklep; Hirošige preoblikuje drevo tako, da bi edinole velikan lahko obesil kaj nanj.                                                           |       | 27: Sadovnjak s slivami v Kamadi (蒲田の梅園, Kamada no umezono) Sadovnjak s slivami v Kamadi |
|       | 28: Hrib palač v Šinagavi (品川御殿やま, Šinagava Goten džama) Hrib palač Kaže točko, ki je bila slavna zaradi svojih cvetočih češenj in uničenje po odkopu zemlje; zemljo so potrebovali za nasipe (daiba) na morski obali po prihodu komodorja Perryja v zaliv Edo leta 1853 |       | 29: Svetišče Moto-Hačiman v Sunamuri (砂むら元八まん, Sunamura Moto-Hačiman) Tori svetišča Moto-Hačiman, zaliv Edo |
|       | 30: Sadovnjak s slivami v Kameidu (亀戸梅屋舗, Kameido Umejašiki) Sadovnjak s slivami v Kameidu Po barvah in po temi je ta slika v sorodu s sliko št. 27 (Sadovnjak s slivami v Kamadi); Vincent van Gogh je sliko prekopiral kot Japonaiserie: Cvetoča sliva. |       | 31: Svetišče Azuma in razcepljeno kafrino drevo (吾嬬の森連理の梓, Azuma no mori Renri no azusa) Svetišče Azuma Pomladni dan se mrači. Pot v svetišče Azuma se sveti rumeno, v poznem popoldanskem soncu. Za mostičkom pri vhodu v svetišče stoji deblo ogromnega svetega drevesa, znanega kot »prepletena kafra«. Drevo spominja na starodavno pravljico o pravljičnih zaljubljencih, o princu Jamato Takeru in princesi Ototačibani. |
|       | 32: The Janagišima (柳しま, Janagišima) Dvorana Miōken v svetišču Hōshō-dži. Gostilna Hašimotoja (»Pod mostom«), gora Cukuba |       | 33: Vlačilci na kanalu Jocuugi-dōri Canal (四ツ木通用水引ふね, Jocugi dōri jōsui hikifune) Kanal Jocugi-dōri Slika kaže kanal po svoje, v resnici je bil premočrten. |
|       | 34: Večerni pogled na Macučijamo in kanal San'dža (真乳山山谷堀夜景, Macučijama San'Jabori Jakei) Reka Sumida, vhod v kanal San'dža, restavraciji Jumeiro in Takedža, hrib Macučijama, tempelj Šōten Edina slika v zbirki z veliko človeško figuro, domnevno gre za najljubšo gejšo Hirošiga; svetišče Šōten, svetišče na vrhu hriba, ima spolne prizvoke.                             |       | 35: Svetišče Sudžin in Masaki na reki Sumida (隅田川水神の森真崎, Sumidagawa Suidžin no mori Masaki) Deblo češnjevega drevesa, svetišče Suidžin, reka Sumida, okraj Masaki, gora Cukuba Ljudje v spodnjem delu slike so na poti na brod Hašiba (gl. št. 37) |
|       | 36: Pogled od Masakija na svetišče Sudžin, izliv Učigava in Sekija (真崎辺より水神の森内川関屋の里を見る図, Masaki atari yori Suidžin no mori Učigawa Sekija no sato vo miru zu) Reka Sumida, svetišče Suidžin, okraj Masaki, gora Cukuba Podobna tema in lokacija kot pri sl. 35 |       | 37: Peči in brod Hašiba na reki Sumida (墨田河橋場の渡かわら竈, Sumidagava hašiba no vataši kavaragama) Peči, reka Sumida, svetišče Suidžin, gora Cukuba podobna vsebina kot na slikah. 35, 36 |
|       | 38: Jutro v Jošivari (廓中東雲, Kakučū šinonome) Jošivara Slika objavljena dva meseca pred ponovnim odprtjem Jošivare, predela Eda za tuzemske užitke, ki je v potresu 1855 pogorel; Hirošige je morda ob vsebini in poimenovanju slike imel v mislih samomor dveh kurtizan in njunih ljubimcev ob zori 19. dneva 4. meseca leta 1857                                                  |       | 39: Pogled od daleč na svetišče Kinrjūzan in na most Azuma (吾妻橋金龍山遠望, Azumabaši Kinrjūzan enbo) Reka Sumida, most Azuma, svetišče Kinrjuzan, gora Fudži |
|       | 40: Bašōjev puščavniški dom na kameljem hribu poleg vodovoda pri Sekigučiju (せき口上水端はせを庵椿やま, Sekiguči jōsuibata Bašōan Cubakidžama) Vodovod Sekiguči, Bašōjev puščavniški dom |       | 41: Svetišče Hačiman v Ičigaji (市ヶ谷八幡, Ičigaja Hačiman) Utrdbeni jarek Ičigaja, cesta za nakupe, svetišče Hačiman Datirano en mesec po Hirošigovi smrti leta, tako da nekateri umetnostni zgodovinarji sliko pripisujejo Hirošigeju II. |
|       | 42: Češnjevi cvetovi na bregu reke Hama (玉川堤の花, Tamagava cucumi no hana) Prikazan je dejansko kanal Džosui reke Tama, s češnjevimi drevesi daleč izven Eda Ena prvih petih cenzuriranih slik |       | 43: Mosta Nihonbaši in Edobaši (日本橋江戸ばし, Nihonbaši Edobaši?)) Nihonbaši, reka Nihonbaši, Edobaši Sod za ribe s prvim bonitom leta kaže na zgodnje poletje. |
|       | 44: Pogled na ulico Nihonbaši itčome (日本橋通一丁目略図, Nihonbaši Tōri itčome rjakuzu) Ulica Nihonbaši itčome Trgovina Širokija se je razvila sčasoma v eno največjih prodajaln in nazadnje končala v podjetju Tokyo Group |       | 45 (62): Most Jacumi (八ツ見のはし, Jacumi no haši) Most Jacumi, grad Edo, gora Fudži |
|       | 46 (45): Brod Joroi, Koami-čo (鎧の渡し小網町, Joroi no vataši Koami-čo) Reka Nihonbaši, brod Joroi |       | 47 (46): Seidō in reka Kanda z mostu Šhōhei (昌平橋聖堂神田川, Šōheibaši Seidō Kandagava) Most Šōhei, hrib Šōheizaka, reka Kanda, stena Jušima Seidō Hrib na levi pretiran |
|       | 48 (63): Most Suidō in predel Surugadai (水道橋駿河台, Suidōbaši Surugadai) Pogled z Surugadai, reka Kanda, most Suidō, drad Edo, gora Fudži Po obesku Koinobori (riba) verjetno deški festival 5. dne 5. meseca, istega meseca kot je cenzura tisk dovolila |       | 49 (47): Slapovi Fudō v Ōdžiju (王子不動之滝, Ōji Fudō no taki) |
|       | 50 (64): Svetišče Kumano Jūniša v Cunohazuju, znano pod imenom "Jūnisō" (角筈熊野十二社 俗称十二そう, Cunohazu Kumano Jūniša zokušō Jūnisō) Svetišče Kumano Jūniša |       | 51 (65): Povorka ob festivalu Sanō v Kōdžimači itčome (糀町一丁目山王祭ねり込, Kōdžimači itčome Sannō Macuri nerikomi) Jarek in vrata Hanzōmon v grad Edo Festival Sanō se je proslavilo en mesec pred odobritvijo tiska |
|       | 52 (48): Vrt Paulownia, Akasaka (赤坂桐畑, Akasaka Kiribatake) Vrt Paulovnia, ribnik Tameike, svetišče Hie, sedež daimioja Kurode iz Fukuoke V svetišču Hie se proslavlja festival Sanō (gl. št. 51) |       | 53 (49): Pagoda svetišča Zōjōji, Akabane (増上寺塔赤羽根, Zōjōjitō Akabane) most Akabane, sedež daimija Arime iz okrožja Kurume |
|       | 54 (66): Obrambni jarek Benkei Moat med Soto-Sakurada to Kōdžimači (外桜田弁慶堀糀町, Soto-Sakurada Benkeibori Kōdžimači) Jugozahodni breg in obrambni jarek gradu Edo, sedež daimioja li iz okrožja Hikone, stražni stolp Stražni stolp Kōdžimači je pogorel ob potresu 1855, obnovili so ga 2 meseca pred objavo                                                                     |       | 55 (50): Festival Sumijoši, Cukudadžima (佃しま住吉の祭, Cukudajma Sumijoši no macuri) Otok Cukudadžima Festival Sumijoši se obhaja na 29. dan šestega meseca, tj. v mesecu pred objavo te slike; avtor besedila na praporu je Seikengū Gengi, ki je tudi sestavil avtor kazala za to zbirko. |
|       | 56 (51): Most Mannen in Fukagava (深川萬年橋, Fukagava Mannenbaši) Most Mannen, gora Fudži |       | 57 (67): Mitsumata Vakarenofuči (みつまたわかれの淵) Reka Sumida, gora Fudži S trsjem porasel peščeni breg obrača misel na umetni otok Nakazu, na katerem je bilo v 18. stoletju zabavišče, kasneje uničeno ob reformah Kansei. |
|       | 58 (52): Nenadna ploha nad mostom Šin-Ohaši in Atakejem (大はしあたけの夕立, Ōhaši atake no jūdači) Most Šin-Ōhaši, Reka Sumida, Atake Po splošnem mnenju umetnina in verjetno najbolj znano delo Hirošigeja; slika je bila vzor Vincent van Goghu |       | 59 (53): Most Riōgoku in veliki rečni breg (両国橋大川ばた, Rjōgokubaši Ōkavabata) Reka Sumida, most Rjōgoku V tistih časih največji most na Japonskem |
|       | 60 (68): Reka Asakusa, reka Midžato, veliki rečni breg (浅草川大川端宮戸川, Asakusagava Ōkavabata Mijatogava) Reka Sumida, gora Cukuba Kaže romanje na goro Ojama, povratek romarja je naslikan na sl. 76; imena v naslovu so hkrati imena prikazanega dela reke Sumida; kasnejše izdaje so ime poenostavile v ladje pri Riogoku z Asakuso v daljavi                                   |       | 61 (56): Vrt z irisi Horikiri (堀切の花菖蒲, Horikiri no hanašōbu) Vrt z irisi Horikiri Slika je vplivala na evropski art nouveau |
|       | 62 (55): Dvor Komakata in most Azuma (駒形堂吾嬬橋, Komakatadō Azumabaši) Dvor Komakata, Reka Sumida, Most Azuma, okrožje Asakusa Kukavica (hototogisu) obrne misli na ljubezensko pesem iz 17. stoletja, ki naj bi jo spesnila Takao II, kurtizana in ljubica Date Cunamuneja: »Ljubezen moja, si kje blizu Komakate? Klic kukavice«                                                  |       | 63 (69): Reka Ajase in Kanegafuči (綾瀬川鐘か淵, Ajasegava Kanegafuči) Reka Sumida, reka Ajase Nasevernejša točka reke Sumida v tej zbirki |
|       | (56): Vrt Horikiri z irisi (堀切の花菖蒲, Horikiri no hanašōbu) Vrt Horikiri z irisi Slika je vplivala na evropski art nouveau |       | 65 (57): V svetišču Kameido Tendžin (亀戸天神境内, Kameidō Tendžin keidai) Most v obliki bobna v svetišču Kameido Tendžin Cvetoče glicinije kažejo, da gre za zgodnje poletje |
|       | 66 (70): Dvorana Sazaidō Hall v svetišču petsto Rakan (五百羅漢さゞゐ堂, Gohjaku Rakan Sazaidō) Dvorana Sazaidō |       | 67 (58): The Ferry at Sakasai (逆井のわたし, Sasakai no vataši) Reka Nakagava |
|       | 68 (59): Odprt vrt svetišča Hačiman v Fukagavi (深川八まん山ひらき, Fukagava Hačiman Jamahiraki) Vrt pri svetišču Hačiman. Na sliki cvetijo hkrati češnje in azaleje, kar je za Edo nenaravno; grič v ozadju je ena od mnogih miniaturnih gora Fudži, ki jih je bilo najti povsod po Edu                                                                                               |       | 69 (71): Dvorana Sandžusangendō v Fukagavi (深川三十三間堂, Fukagava Sandžusangendō) Sandžusangendō, skladišča lesa Kiba (gl. sl. 106) Slika kaže kako polovico dvorane |
|       | 70 (60): Ustje reke Nakagava (中川口, Nakagavaguči) Kanal Onagigava, reka Nakagava, kanal Šinkava Reka Nakagava je širok trak vode v sredi slike, ki teče z leve proti desni |       | 71 (61): Osameli bori na reki Tone (利根川ばらばらまつ, Tonegava barabara-macu) Reka Tone |
|       | 72: Brod na Hanedi in svetišče Benten (はねたのわたし弁天の社, Haneda no vataši Benten no džaširo) Reka Tama, svetišče Benten, zaliv Edo Kjer je nekoč bilo svetišče Benten, se sedaj nahaja letališče Haneda |       | 73: Mesto cveti, Festival Tanabata (市中繁栄七夕祭, šičū han'ei Tanabata macuri) Grad Edo, gora Fudži Zelo verjetno kaže slika pogled iz Hirošigejevega doma; edina slika v zbirki brez navedbe kraja |
|       | 74: Prodajalne svile in Ōdenma-čo (大伝馬町ごふく店, Ōdenma-čo gofukudana) Daimaru - trgovine prekupčevalcev svile Ljudje na sliki so tesarji |       | 75: Kvart barvarjev in Kanda (神田紺屋町, Kanda konja-čo) Barvarne Kanda, grad Edo, gora Fudži Kandži na prvih dveh belo-modrih praporih pravi sakana in s tem omenja založnika Sakanajo Eikičija, na zadnjih dveh belo-modrih praporih je Hirošigejev monogram |
|       | 76: Bambusov pomol ob mostu Kiōbaši (京橋竹がし, Kjōbaši Takegaši) Reka Kiobaši, most Kiobaši |       | 77: Most Inari in svetišče Minato v Tepōzuju (鉄砲洲稲荷橋湊神社, Tepōzu Inaribaši Minato džindža) Kanal Hatčobori, svetišče Minato, most Inari, gora Fudži |
|       | 78: Tepōzu in tempelj Tsukidži Monzeki (鉄砲洲築地門跡, Tepōzu Cukidži Monzeki) Reka Sumida, svetišče Cukidži Hongan-dži Kot št. 79 nosi ta odtis spremenjen naziv zbirke: Zabavni dodatki sto slavnim pogledom na Edo; verjetno je Hirošige želel končati s to zbirko, saj je v tem trenutku ustvaril že 110 slik; ostal je potem pri prvotnem naslovu, ker je tako zahteval založnik |       | 79: Svetišče Šiba Šinmei in tempelj Zodžōdži (芝神明増上寺, Šiba Šinmei Zōdžōdži) Svetišče Šiba Šinmei in tempelj Zodžōdži |
|       | 80: Most Kanasugi in Šibaura (金杉橋芝浦, Kanasugibaši Šibaura) Most Kanasugi Slika kaže romarje sekte Ničiren; na rjavih in belih platnih levo spodaj je okrajšano ime ("Uoei") založnika zbirke Sakanaja Eikičija |       | 81: Ušimači in Takanava (高輪うしまち, Takanava ušimači) cesta na Tokaido, zaliv Edo in daiba Ime kraja - Takanava, to je "veliko kolo" - simbolizira kolo na desni strani slike |
|       | 82: Pogled na mesec (月の岬, Cuki no Misaki) Zaliv Edo Približno isti pogled kot na sliki 83 |       | 83: Šinagava Susaki (品川すさき) Reka Meguro, svetišče Benten, zaliv Edo z daiba Poslopje na sl. 82 je lahko da hiša, deloma prikazana v kotu levo spodaj |
|       | 84: Dedova čajnica in Meguro (目黒爺々が茶屋, Meguro džidžigačaja) Čajnica, gora Fudži |       | 85: Grič Kinokuni, Akasaka in ribnik Tameike v daljavi (紀ノ国坂赤坂溜池遠景, Kinokunizaka Akasaka Tameike enkei) Zunanji jarek Benkeibori, grad Edo Osebe na sliki so samuraji |
|       | 86: Naitō Šindžuku in JotsuDža (四ッ谷内藤新宿, JocuJa Naitō Šindžuku) Naitō Šindžuku (prva postaja na poti Kōšū Kaidō) Konjske fige na sliki so kritizirali kot vulgarnost; Hirošige verjetno cilja na naslednji verz: »rože, ki cvetijo na konjskih figah v Jocuja« v knjigi (1775) »Lepe sanje gospoda Svetlozlatega«, ki govori o lahkih ženskah v Šindžukuju                      |       | 87: Svetišče Benten in ribnik Inokašira (井の頭の池弁天の社, Inokašira no ike Benten no Džaširo) Svetišče Benten in ribnik Inokašira Kaže najzahodnejšo točko v zbirki, ki je od središča Eda tudi najbolj oddaljena |
|       | 88: Takinogava in Ōdži (王子滝の川, Ōdži Takinogava) Takinogava, svetišče Macubaši Benten, tempelj Kongo-dži Prvotna oranžna barva jeseni je pod vplivom časa potemnela in porjavela |       | 89: "Mesečev borovec" v Uenu (上野山内月のまつ, Ueno sannai Cuki no matsu) Mesečev borovec, ribnik Šinobazu, svetišče Benten |
|       | 90: Večerni pogled na Sarukava-mači (猿わか町よるの景, Saruvaka-mači joru no kei) Ulica Sarukava-čo z gledališči Zanimivo je senčenje, zaradi katerega so ljudje videti kot lutke na odru; na ulici so doma gledališča kabuki in lutkovna gledališča |       | 91: V svetišču Akiba pri Ukedžiju (請地秋葉の境内, Ukeči Akiba no keinai) Vrt v svetišču Akiba ljudje v spodnjem levem kotu bi lahko bili Hirošige kot menih s svojim priborom za slikanje, njegova žena Jasu z njuno posvojenko Tacu (Henry D. Smith) |
|       | 92: Tempelj Mokubodži in zelenjavna polja v zalivu Učigava (木母寺内川御前栽畑, Mokubōdži Učigava Gozensaibata) Rokav Učigava na reki Sumida, gostišče Uekidža Han'emon Tempelj Mokubodži, omenjen v naslovu slike, je v bližini, vendar ne na sliki. Tokugava Iesada je gostišče obiskal mesec pred objavo slike                                                                      |       | 93: Brod Niidžuku (にい宿のわたし, Nijuku no vataši) Reka Nagakava Scena na najbolj severovzhodni točki zbirke, kar potrjujejo podrobnosti na mestni strani in njih odsotnost na drugi strani reke |
|       | 94: Javorji pri Mama, svetišče Tekona in most Cugihaši (真間の紅葉手古那の社継はし, Mama no momidži Tekona no Jaširo Cugihaši) Reka Edogava, svetišče Tekona, most Cugihaši Prvotna oranžna barva jeseni je s časom zaradi oksidacije potemnela in porjavela |       | 95: Pogled na Kōnodai in reko Tone (鴻の台とね川風景, Kōnodai Tonegava Fūkei) reka Tone (danes Edogava), gora Fudži |
|       | 96: Horie in Nekozane (堀江ねこざね, Horie Nekozane) veja reke Edogava, vasici Horie in Nekozane, zaliv Edo, gora Fudži Ena od prvih pet slik, ki so jih cenzurirali |       | 97: "Pet borov" in kanal Onagi (小奈木川五本まつ, Ongagigava Gohonmacu) Kanal Onagi Drevo na sliki je edini še preživeli bor od petih in so ga za časa Hirošigeja poznali kot Pet borov; Kanal Onagi je bil dejansko premočrten |
|       | 98: Ognjemet pri mostu Riogoku (両国花火, Rjōgoku hanabi) Reka Sumida, Most Rjōgoku |       | 99: Tempelj Kinrjūzan in Asakusa (浅草金龍山, Asakusa Kinrjūzan) Kaminarimon, Hōzōmon in pagoda Sensō-dži Slika naj bi bila spomin na obnovo pagode (bila je poškodovana v potresu 1855) dva meseca pred objavo slike |
|       | 100: Brežina Nihon in Jošivara (よし原日本堤, Jošivara Nihondzucumi) Brežina Nihon, Jošivara : — |       | 101: Riževa polja v Asakusi in festival Torinomači (浅草田甫酉の町詣, Asakusa tanbu Torinomači mōde) čajnica v Jošivari, tempelj Čokoku-dži (svetišče Ōtori), gora Fudži Bela mačka predstavlja kurtizano, ki je ravnokar končala s poslom; lasnice v obliki medvedje šape namigujejo na petelinov festival in spominjajo na grablje za dobro srečo, ki jih nosijo romarji v ozadju                                                    |
|       | 102: Minova, Kanasugi in Mikavašiima (蓑輪金杉三河しま, Minova Kanasugi Mikavašima) vasi Minova, Kanasugi in Mikavašima: — |       | 103: Veliki most Sendžu (千住の大はし, Sendžu no ōhaši) Reka Arakava, veliki most Sendžu Ena od prvih pet cenzuriranih slik |
|       | 104: Brežina Koume (小梅堤, Koumecucumi) Kanal Jocugi dōri (gl. št. 33): — |       | 105: Oumajagaši (御厩河岸) Reka Sumida Na sliki sta dve t. i. nočni ujedi (jotaka), to je pripadnici najnižjega razreda med prostitutkami, ki so zaradi iznakaženih obrazov dostikrat bile primorane nanašati na debelo make-up |
|       | 106: Skladišča lesa na Fukagavi (深川木場, Fukagava kiba) Skladišča lesa na Fukagavi Znak "sakana" na sončniku je kratica za Sakanaja Eikičija, založnika zbirke |       | 107: Fukagava Susaki in Jūmancubo (深川州崎十万坪, Fukagava Susaki Jūmancubo) gora Cukuba |
|       | 108: Pogled na obalo Šiba (芝うらの風景, Šibaura no fūkei) Vrtovi Hamarikiu, daiba, zaliv Edo Ena prvih petih cenzuriranih slik |       | 109: Minami Šinagava in obala - Samezu (南品川鮫洲海岸, Minamišinagava Samezu kaian) zaliv Edo, tempelj Kaian-dži, gora Cukuba Ribiči pobirajo morsko rastlinje s potopljenih drevesnih debel |
|       | 110: "Bor obešalnik" pri Senzoku no ike (千束の池袈裟懸松, Senzoku no ike Kesakakemacu) Senzoku no ike, bor obešalnik, svetišče Hačiman Ena od prvih petih cenzuriranih slik; pravijo, da je Ničiren med počitkom svoje meniško oblačilo obesil nanj |       | 111: Mostni lok Meguro in hrib zahajajočega sonca (目黒太鼓橋夕日の岡, Meguro taikobaši Jūhi no oka) Mostni lok, reka Meguro Datum objave te slike in treh drugih (št. 24, 25, 84) z Megurom se sklada z datumom razstave ikone Fudō Miōō |
|       | 112: Atagošita in uličica Jabu (愛宕下薮小路, Atagošita Jabukōdži) Uličica Jabu Lane, sedež daimioja Katō iz Minagučija in daimioja Hidžikate iz Komonoja, vhodna vrata v Tempelj Atago Uličica Jabu je zadaj na desni, za bambusovim grmovjem, ki jo obrašča |       | 113: Breg Aoi pred vrati Toranomon (虎の門外あふひ坂, Toranomon soto Aoizaka) Breg Aoi, jarek |
|       | 114: Most Bikuni v snegu (びくにはし雪中, Bikunihaši setčū) Most Bikuni, zunanji jarek gradu Edo Po praznini v ospredju, po tem, kako je naslikana stena in kako so shematično porazdeljene snežinke, je avtor slike verjetno Hirošige II. |       | 115: Jahališče Takata (高田の馬場, Takada no baba) Jahališče Takata |
|       | 116: Most Sugatami, most Omokage in Jariba pri Takati (高田姿見のはし俤の橋砂利場, Takata Sugatami no haši Omokage no haši Jariba) Reka Kanda, most Omokage, riževo polje na Hikavi, svetišče Hikava, most Sugatami Značilne močne barve; Tokugava Iesada je v mesecu, ko je bila slika objavljena, šel čez most Omokage                                                               |       | 117: Pogled z vrha hriba s templjem Jušima Tendžin (湯しま天神坂上眺望, Jušima Tendžin sakaue čobō) Svetišče Jušima Tendžin, ribnik Šinobazu, svetišče Kan'ei-dži |
|       | 118: Kicunebi Na Novoletni večer pod drevesom Enoki blizu Ōdži (王子装束ゑの木大晦日の狐火, Ōdži šōzoku venoki ōcugomorihi no kicunebi) Drevo Enoki |       | 119: Pogled na drevesa Paulownia Imperiales pri Akasaki na deževen večer (赤坂桐畑雨中夕けい, Akasaka kiribatake učū jūkei) Ribnik Tameike Delo Hirošigeja II, ni vedno del zbirke; obstajajo mnenja, da gre za nadomestek sl. 52. Vrt Paulowia pri Akasaki ali delo, ki ga je naročil Sakanaja Eikiči, kot proslavo za to, da je na Hirošigovem žigu tudi ime Hirošigeja II.                                                          |